# Усть-Мута
Усть-Мута (рос. Усть-Мута) — село Усть-Канського району, Республіка Алтай Росії. Входить до складу Усть-Мутинського сільського поселення.
Населення — 441 особа (2015 рік).